# Pasaporte andorrano

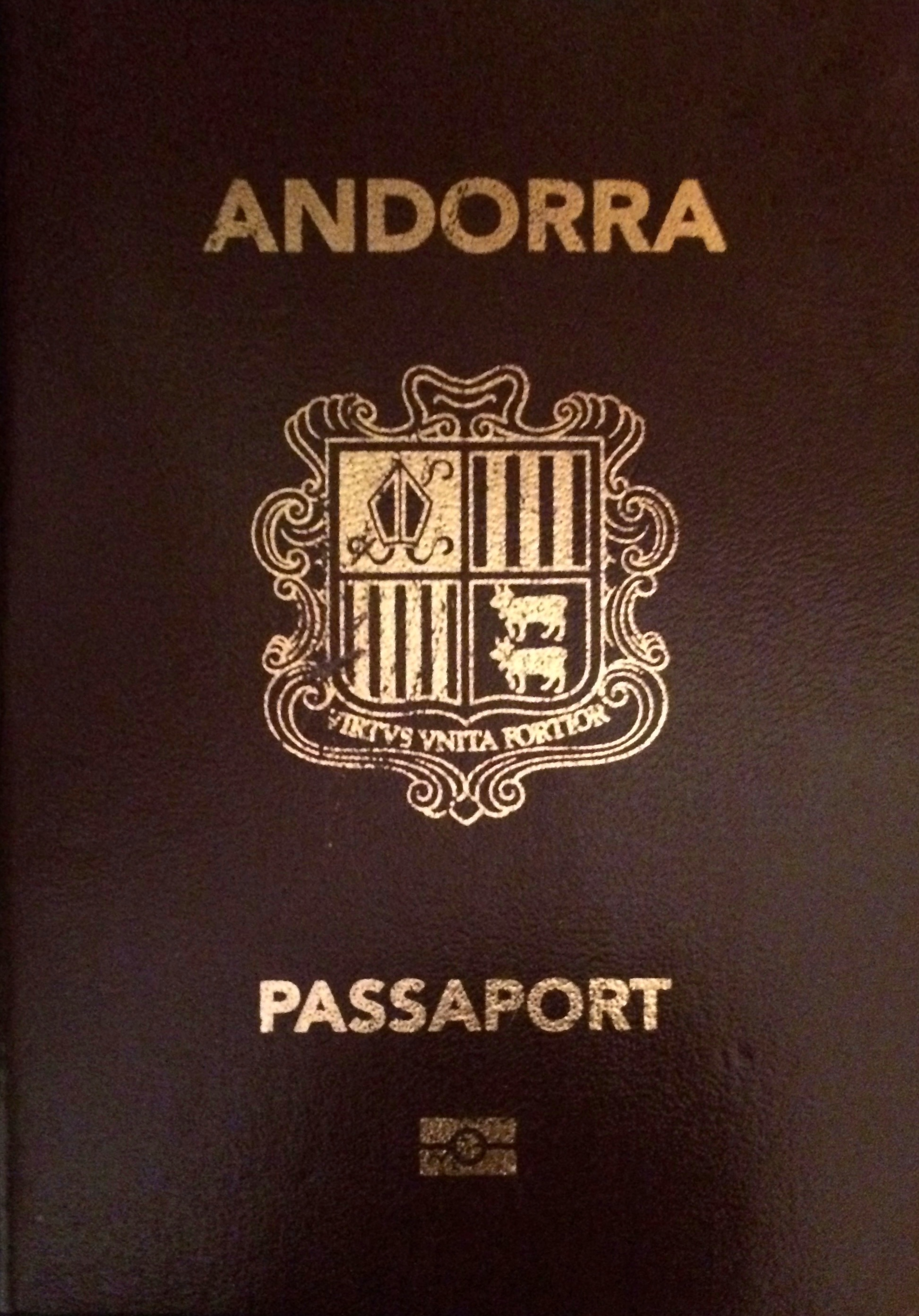
Pasaporte andorrano con chip biométrico.

El pasaporte andorrano (en catalán: Passaport andorrà) es un documento público, individual e intransferible entregado a título personal que acredita la identidad y la nacionalidad andorrana del titular tanto en el interior del país como en el extranjero.
Desde febrero de 2017 Andorra expide el pasaporte biométrico de tercera generación, el único país que dispone de esta tecnología, que convierte el documento en el pasaporte más seguro del mundo. Incorpora un chip e imprime la información con láser, de manera que una parte de los datos son visibles y otra solo se puede leer con dispositivos electrónicos.

## Visados
En 2013, los andorranos tenían acceso sin visa o con visa a la llegada a 147 estados y territorios, lo que sitúa al pasaporte andorrano en la decimoctava posición.

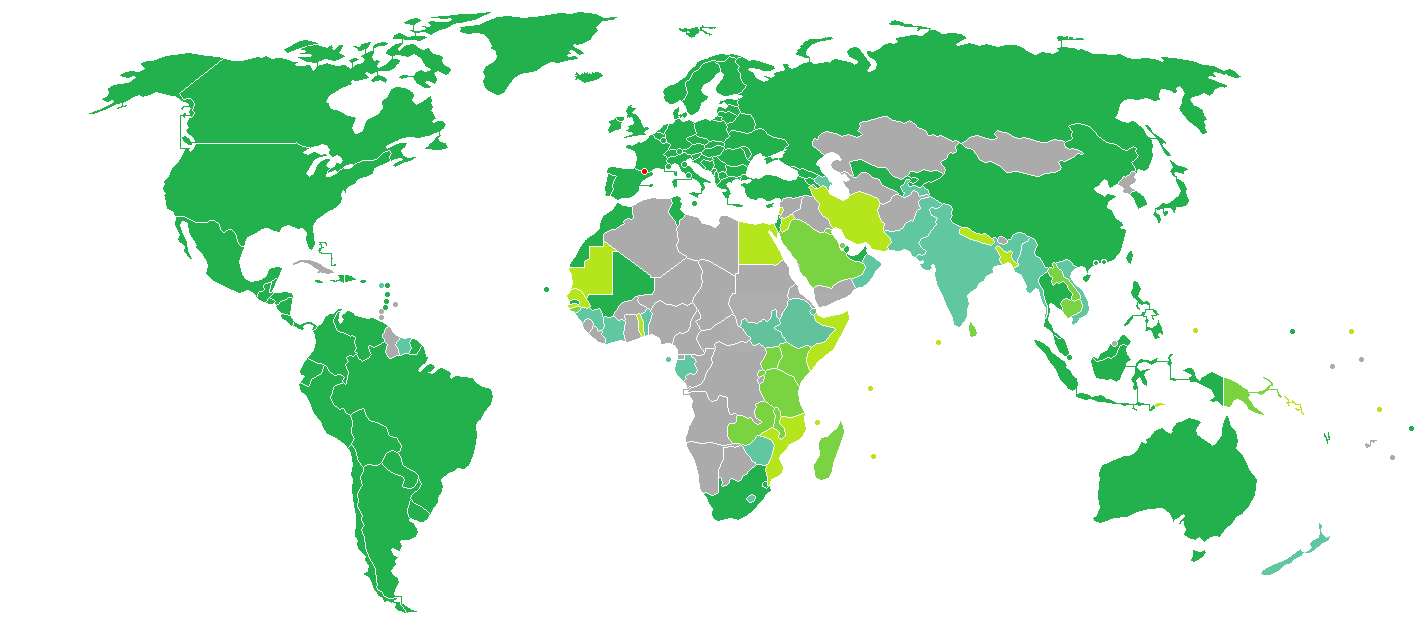
Andorra
Sin necesidad de visa
Visa a la llegada
Visa electrónica
Visa a la llegada o visa electrónica
Visa requerida

## Fuente
- Esta obra contiene una traducción total derivada de «Passaport andorrà» de Wikipedia en catalán, publicada por sus editores bajo la Licencia de documentación libre de GNU y la Licencia Creative Commons Atribución-CompartirIgual 4.0 Internacional.